# Шайгино
Шайгино — рабочий посёлок (посёлок городского типа) в Нижегородской области России. 
Входит в Тоншаевский район, в составе которого представляет собой административно-территориальное образование (рабочий посёлок) и одноимённое муниципальное образование рабочий посёлок Шайгино со статусом городского поселения как единственный его населённый пункт.
Расположен в 259 км к северо-востоку от областного центра, в 10 км к западу от посёлка Тоншаева. Железнодорожная станция (Тоншаево) на линии Нижний Новгород — Киров нового направления Транссиба.

## История
Возник как посёлок при железнодорожной станции Тоншаево, открытой в 1927 году, находившемся в 12 км. Название совпадало с названием районного центра. С ростом посёлка стало ощутимым неудобство от существования двух одноимённых селений. В 1950 году переименован в Шайгино (по названию реки Шайги) с целью устранения одноимённости населённых пунктов, тогда же получил статус посёлка городского типа.

## Население
| 1959  | 1970  | 1979  | 1989  | 2002  | 2008 | 2009 |
| ----- | ----- | ----- | ----- | ----- | ---- | ---- |
| 4989  | ↘2490 | ↘2109 | ↘1509 | ↘1114 | ↘980 | ↗998 |
| 2010  | 2011  | 2012  | 2013  | 2014  | 2015 | 2016 |
| ↗1012 | ↗1016 | ↘992  | ↘969  | ↘939  | ↘927 | ↘906 |
| 2017  | 2018  | 2019  | 2020  | 2021  |      |      |
| ↘890  | ↘876  | ↗877  | ↘862  | ↘844  |      |      |

## Экономика
Основное предприятие — деревообрабатывающий завод.